# Stationärt flöde
Ett stationärt flöde är ett flöde där variationerna är så små att det kan anses oföränderligt med tiden. Vid stationär strömning blir strömlinje, partikelbana och stråk identiska. 